# Acontia brabanti
Acontia brabanti är en fjärilsart som beskrevs av Le Cerf. Acontia brabanti ingår i släktet Acontia och familjen nattflyn. Inga underarter finns listade i Catalogue of Life.